# 城市警察 (伊朗)
城市警察（波斯語：‎，羅馬化：Šahrbānī，直译：城市安保 ），以前称为秩序部门 （波斯語：‎，羅馬化：Naẓmīya），是伊朗于卡扎尔王朝、巴列维王朝和伊斯兰共和国时期曾存在的的一支执法部队，在城市内履行警察职责。它成立于卡扎尔王朝，最终于 1991 年与农村和道路警察宪兵和伊斯兰革命委员会合并，组建伊朗伊斯兰共和国执法部队(NAJA)。 